# (300195) 2006 WO96
(300195) 2006 WO96 es un asteroide perteneciente al cinturón de asteroides descubierto el 19 de noviembre de 2006 por el equipo del Spacewatch desde el Observatorio Nacional de Kitt Peak, Arizona, Estados Unidos.

## Designación y nombre
Designado provisionalmente como 2006 WO96.

## Características orbitales
2006 WO96 está situado a una distancia media del Sol de 3,163 ua, pudiendo alejarse hasta 3,329 ua y acercarse hasta 2,998 ua. Su excentricidad es 0,052 y la inclinación orbital 10,18 grados. Emplea 2055,53 días en completar una órbita alrededor del Sol.

## Características físicas
La magnitud absoluta de 2006 WO96 es 15,2. Tiene 5,278 km de diámetro y su albedo se estima en 0,063. 